# Schlossbrauerei Naabeck
La Schlossbrauerei Naabeck est une brasserie à Schwandorf (Bavière).

## Histoire
Le château existe depuis l'octroi des droits de brassage en 1620. Peu de temps après, le domaine est repris par les comtes de Spielberg. En 1803, la brasserie du château est construite et agrandie par Karl Joseph von Drechsel. Son dernier descendant vend la propriété du château en 1892. En 1919, le domaine est racheté par la famille Rasel. La bière est vendue aux restaurants, aux fêtes et aux festivals du district du Haut-Palatinat. En 1993, le Schlossbrauerei Naabeck reprend la Weissbierbrauerei Plank à Wiefelsdorf.